# Kodu (cràter)
Kodu és un cràter d'impacte en el planeta Venus de 10,5 km de diàmetre. Porta el nom d'un antropònim wòlof, i el seu nom va ser aprovat per la Unió Astronòmica Internacional el 1997.